# Philodicus univentris
Philodicus univentris là một loài ruồi trong họ Asilidae. Philodicus univentris được Walker miêu tả năm 1851.